# Városföld (nádraží)
Városföld je železniční stanice v maďarské obci Városföld, která se nachází v župě Bács-Kiskun. Stanice byla otevřena v roce 1853, kdy byla zprovozněna trať mezi Ceglédem a Kiskunfélegyházou.

## Provozní informace
Stanice má celkem 2 nástupní hrany. Ve stanici není možnost zakoupení si jízdenky a trať procházející zastávkou je elektrizovaná střídavým proudem 25 kV, 50 Hz. Provozuje ji společnost MÁV.

## Doprava
Zastavuje zde několik osobních vlaků do Baji, Budapešti, Kecskemétu a Segedína.

## Tratě
Stanicí prochází tato trať:
- Cegléd–Kiskunfélegyháza–Segedín (MÁV 140)